# Johannes Bitter
Pour les articles homonymes, voir Bitter.
Johannes Bitter, né le 2 septembre 1982 à Oldenbourg, est un handballeur allemand évoluant au poste de gardien de but. Avec l'équipe nationale d'Allemagne, il est champion du monde en 2007 et avec le HSV Hambourg, il a remporté la Ligue des champions en 2013 ainsi que le Championnat d'Allemagne en 2011

## Palmarès

### Club
Compétitions internationales

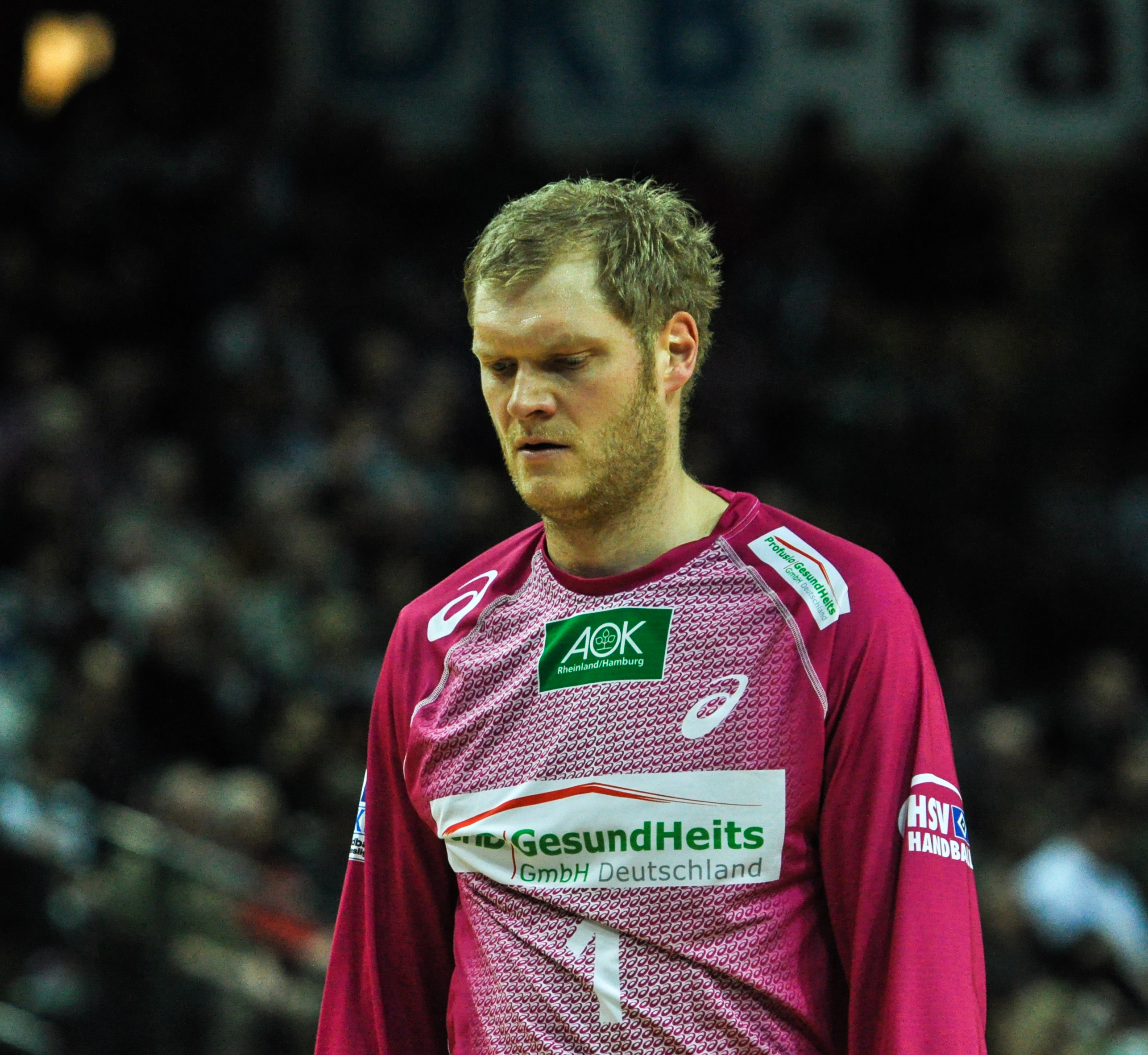
Johannes Bitter avec le HSV Hambourg en 2014

- vainqueur de la Ligue des champions (C1) (1) : 2013
- vainqueur de la Coupe de l'EHF (C3) (1) : 2007
  - finaliste en 2015

Compétitions nationales
- Championnat d'Allemagne (1) : 2011
- Coupe d'Allemagne (1) : 2010
  - Finaliste en 2008
- Supercoupe d'Allemagne (2) : 2009, 2010

### Sélection nationale
Championnat du monde
- Médaille d'or du Championnat du monde 2007,  Allemagne
- 11e place au Championnat du monde 2011,  Suède
- 12e place au Championnat du monde 2021,  Suède

Championnat d'Europe
- 5e place au Championnat d'Europe 2006,  Suisse
- 4e place au Championnat d'Europe 2008,  Norvège
- 10e place au Championnat d'Europe 2010,  Autriche
- 5e place au Championnat d'Europe 2020,  Allemagne et  Danemark

Jeux olympiques
- 9e place aux Jeux olympiques de 2008 de Pékin,  Chine

#### Autres
- Début en Équipe d'Allemagne le 4 janvier 2002 contre la Suisse